# Gaspar José Vázquez Tablada
Gaspar José Vázquez Tablada (El Hito, Cuenca, 6 de enero de 1688 - Toro, 29 de diciembre de 1749) fue un religioso español que llegó a ser obispo de Oviedo.

## Biografía
Estudió gramática en Villarejo de Fuentes, y filosofía y derecho civil y canónico en la Universidad de Alcalá; fue becario y posteriormente rector del Colegio Mayor de San Ildefonso en 1716, y canónigo de la Iglesia Magistral de San Justo y Pastor en 1720. Alcalde de hijosdalgo y oidor de la Chancillería de Valladolid.
El 15 de septiembre de 1745 tomó posesión como obispo de Oviedo, y al año siguiente fue nombrado gobernador del Consejo de Castilla, en cuyos cargos se mantuvo hasta su muerte en Toro, el 29 de diciembre de 1749. Vázquez Tablada fue el impulsor de la Gran Redada contra el pueblo gitano de julio de 1749, por la que fueron apresados -sin haber cometido delito alguno- entre 9.000 y 12.000 gitanos, hombres, mujeres y niños.